# 董晓萍
董晓萍（1950年12月—），女，辽宁大连人，中国民俗学家，北京师范大学教授、博士生导师，曾任中国民俗学会副理事长。